# Lirnesso
Lirnesso (in greco antico: Λυρνησσός) fu un'antica città della Misia, in Asia Minore.
La città era nella sfera d'influenza di Troia (secondo Apollodoro era stata fondata da Lirno, figlio di Anchise) e fu saccheggiata da Achille, durante la guerra di Troia. L'eroe greco uccise il re di Lirnesso, Minete ed i suoi tre figli maschi, risparmiando la principessa Briseide, che portò con sé, rendendola schiava.